# Svyatoslav Vakarchuk
Svyatoslav Vakarchuk (Mukachev, 14 de maio de 1975) é um músico, compositor, cantor ucraniano e atual vocalista da banda Okean Elzy.
Em 2005, recebeu do Presidente da Ucrânia uma medalha por ser considerado artista de mérito.
Svyatoslav exerce uma forte influência na política, tendo sido deputado no Parlamento ucraniano (2007-2008).
Vakarchuk também é doutorado em Física matemática (2009).
É casado com a estilista Larisa Fonaryova.